# 朝鮮科舉制度
朝鲜的科举制度是高麗和朝鮮王朝政府選拔官吏的制度。朝鮮科舉始于高丽时代光宗9年（958年），光宗采用了当时随商船来到高丽的五代后周出使高丽的官员双冀的建议，开始实施科举。主要是模仿唐朝的科举制度。然而到朝鲜王朝时期才正式实施。至1894年止，科舉制在韓國歷史上存在了936年，是中国域外实行科举制最长、也最为完备的科举，對韓國人的知識精神有巨大影響。

## 歷史

### 科舉引進前的人才選拔制度
在朝鮮三國時期的新羅選官制度為骨品制，按照此制度，國人共分為九等，由上而下為聖骨（王族）、真骨（具王族血統的貴族）、六頭品、五頭品、四頭品、三頭品、二頭品、一頭品，骨品為世襲，其中四頭品或以上為貴族才有資格任官，根據不同等級分別制定出擔任官職的最高限度。後來新羅統一朝鮮半島，真平王置禮部，建立和完善新羅十七階官制，後其女善德女王繼位，创立國學，為贵族子弟提供教育，以成為朝廷官員的候選者。初期國學毕业者立即被授予十级、十一级的大奈麻和奈麻。後來由於貴族子弟增加，不可能每人皆授予官爵，於是到元聖王四年（788年）參照中國唐代科舉制中的明經科，設置讀書三品科制度，又名讀書出身科。读书三品科的三品是以考试科目多少而定的，以《曲礼》和《孝经》为考试科目者为下品，以《曲礼》、《孝经》、《论语》为考试科目者为中品，以《论语》、《孝经》、《礼记》、《春秋左氏传》、《文选》为考试科目者为上品，以五經、三史、诸子百家为考试科目者为特品。讀書出身科的設立開始了以才舉士的制度，為科舉制奠定了基礎。

### 高麗王朝
高丽王朝建立初期尚未繼承统一新罗时期的读书三品科，選官用人主要局限在勋臣宿将、世臣故家的狭小范围，以致後來出现了世族垄断政权的局面。高丽光宗時，光宗一方面总结前朝读书三品科之利弊，一方面以此為基础，採纳后周翰林学士双冀提出的开科取士的建议，設置科舉。这不仅讓庶族出身的知识分子有機會步入仕途，還達到抑制世族势力，並扩大庶族参政范围之目的。除文科舉外還設武舉，睿宗四年（1109年）設武學齋，又稱講藝齋，培養軍官，初期通過武科考入武學齋的考生眾多，甚至策論考試不及格者也被錄取，人們紛紛棄文從武，引起憂慮。於是至仁宗十一年廢除武舉和講藝齋。至高麗末年恭愍王官員、教育家李穑雖然上書請求復辦武舉，但未被採納。武科實施的具體辦法於恭让王时拟定完毕，但未及實施，高麗王朝便告覆滅。
高麗初期的文科舉分為常科和制科，常科有进士、明经、明法、明算、明书、三礼、三传等科，尤以进士科为重, 及第人数亦最多；制科並無固定科目，由国王亲试。首屆科舉由后周人双翼出任第一任知贡举主持科舉考試，后又增设一名副职, 称之为同知贡举, 同掌科举。
会试共分三场，由禮部舉行，而复试只在特殊情况下进行。京師开京选拔的贡士、各州郡选拔的乡贡和外国归化人中的宾贵, 一律允许参加会试。睿宗五年，朝廷规定在国子监就学满三年者或为官足三百日者即有資格参加监试，监试合格者可被录用为官。穆宗七年起制科定为三场制，至仁宗時国子监生徒满三年者, 可直接参加终场考试。制科试依成绩分为甲、乙、丙、同进士四等。制科试并无定额，甲等在显宗以前較多，后来減少。乙等一般三四人或五六人，丙等七八人，同进士一般超过十人，如文宗三十年同进士被录取人数为二十一人，睿宗九年同进士被录取人数为二十二人。此外还有恩赐科和恩赐别科，為连续十次以上落榜者而设, 根据其年龄、学业情况授予一定官职。後來科舉擴展至鄉學，設置鄉試，其中有升補試，即生員試，试取科目主要有诗、赋、经、义。。
高麗明宗即位至高麗元宗十一年（1270年）這一百年間為武臣政權時期，高麗朝政由武臣把持，國王權力被架空，期間科举制渐趋萧条。武臣政權結束後，高麗成為中國元朝的附庸國，並仿效元朝规定，经义考试首先要从四书中出题, 答案须根据朱熹的《四书章句集注》而不得任意发挥，废除东堂试而实施应举试，以程朱理学為主。恭愍王在位期間，高麗官員、教育家李穑在其任知贡举期间，参照元朝的科举制度制定了乡试、会试、殿试等三场制，称為「己酉科举制」，使高丽的科举制度更趨完善。
科舉在高麗初期舉行的頻率並無規定，至宣宗时则定为三年一考, 而在忠宣王时又改为隔年一考, 后来规定为一年一考或随时随考。前期至中期的会试中试并无定额，多则三四十人, 少则不过二人。由光宗至武臣政权之前的二百余年內，從科舉錄取平均一年七个月录取20人，而到了成宗、睿宗、仁宗时，因為朝廷比较关心学校教育，科举实施次数和录取人数的比例也较高。乡试次数和录取人数与国子监试相同，根据朝廷的实际需要而定。。
凡在科举试中取得功名的举子除可任官外還有其他獎賞，如高丽文宗时规定制述、明经、明书、明算出身者, 当年即可得到田地, 而进士及第者得田地20结, 其余三等可得17结；无人登科的州县，三十年或四十年出现制述、明经及第者赏田17结，百年后出现登科者赏田100结、奴婢一人。高丽宪宗時又定新及第宗亲儀，獎賞進士的父母；無父母者則獎賞養父母或岳父母，皆無則獎賞伯叔父。又规定若兄弟三人同时登科，则授其父以官职。赐其母以米穀30石。如金富轼、金富辙、金富弼、金富佾兄弟四人同时登科，其母每年得米40石。取得状元功名者，国王會赐酒食、公服并引见群臣。
高麗的科举制度是融会了中國唐代、五代、宋代、元代等诸朝的科举制度而成。具体而言，高丽制度直接渊源于隋或唐的有礼部三场试、三条烛试（夜试）、试期在春三月（春试）、科目中的宾贡科、咒噤科等。其直接渊源于五代、宋，间接渊源于隋或唐的有：主试机关在礼部，科目中的进士、明法、明书、明算、三礼、三传等科，进士科分甲、乙第，重诗赋，明经有帖经、墨义，以及考试用糊名法等等。其直接渊源于宋，间接渊源于唐的有：武学及武举、贡举人的乡饮酒礼、拜谒文庙之礼等。其直接渊源于元，间接渊源于唐者有：乡试、会试、殿试三阶考试的成立等。至于三年一开科、进士科及第除官地位较高等，则均见于宋制。而科目中的卜业、地理业、何论业、政要业等，考试过程中的国子监试，僧科的设立等则属于高丽的独创。

### 朝鮮王朝

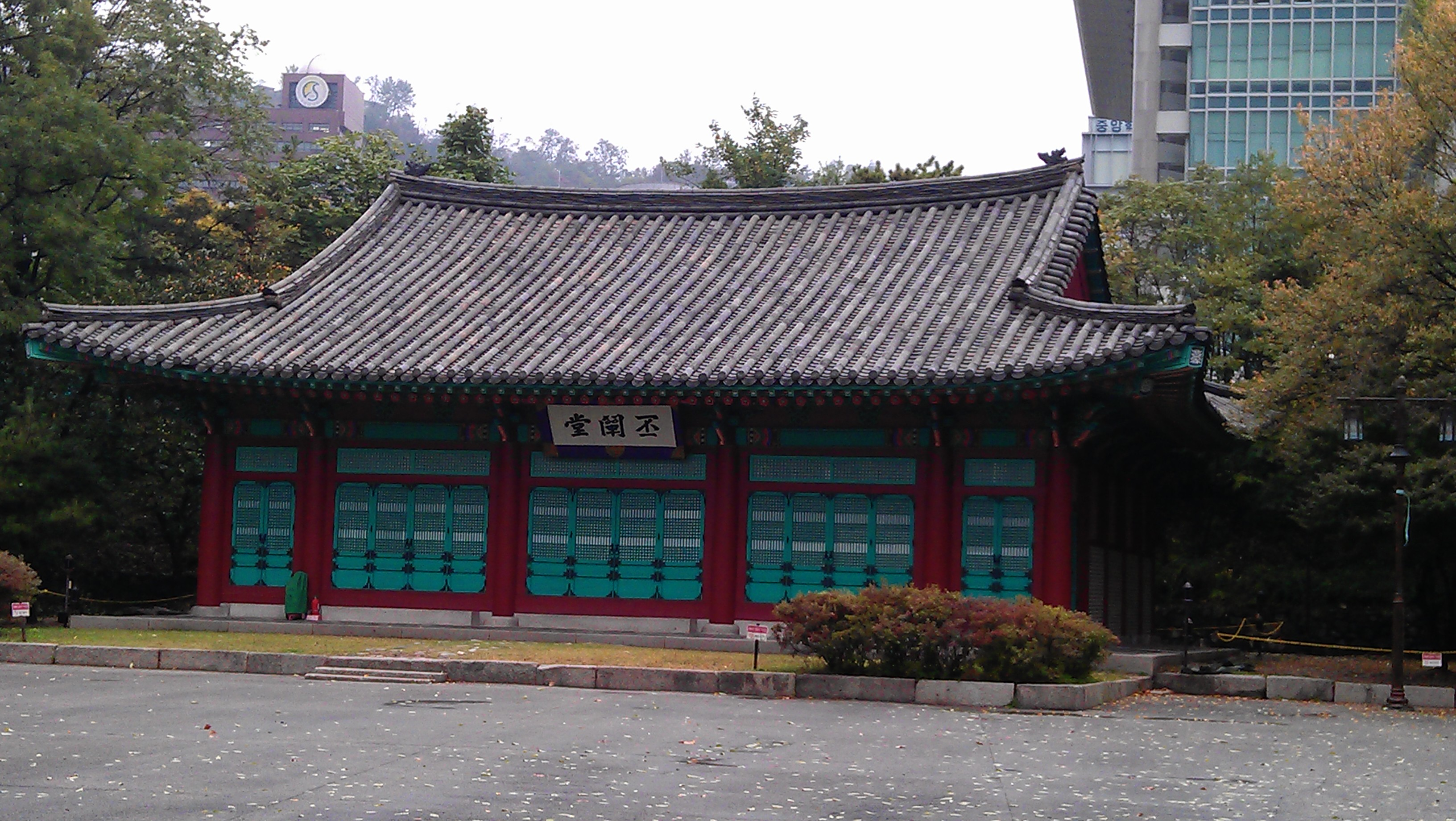
成均館內的丕闡堂是科舉考場之一

朝鮮王朝于1392年取代高丽朝统治朝鲜半岛后，继续实行科举制，除因袭前代旧制外，又参照中國明朝科试之法，较高丽朝更为繁杂、周密，分為錄用文官的文科舉、錄用武官的武科、以及錄用技術官員的雜科三類，文科舉又分大科（文科）和小科（生員、進士科），各種考試的資格有嚴格限制。朝鲜王朝的统治阶级是“两班”，即文班和武班的大臣，大科考试是成为两班文武的必由之路，名义上平民也可以参加，但事实上主要被两班子弟垄断
生員、進士試為成均館的入學試，朝鮮太祖元年（1392年）定科举法，取消進士試，設生員試，去掉“四书”“五经”作文，改试讲论，以切实际。太祖二年恢復進士試，改稱監試，四年廢生員試。但实行数科之后，发现并不能选拔出“经学杰出之才”，于是在太宗四年再廢際進士試，恢復生員試，太宗七年（1407年）吉昌君权近上书请求罢讲论而重开经书疑义，并建议设立考试诗赋、吏文、经典和汉语的“汉吏科”，与正科同榜唱名。世宗二年再恢復進士試，二十六年再廢，此後於端宗元年再次恢復，直至科舉制度廢除為止。生員、進士試又分為由地方組織舉行的鄉試和由禮曹負責的會試。生员科考试中，汉城试取200名，乡试取京畿道60名、忠清道和全罗道各100名、江原道和平安道各45名、黄海道和咸镜道各35名。进士科的考试名额和应试资格与生员科相同，而四学和乡校的优秀生徒可以直接参加复试。
大科分為式年試和別試，式年試规定三年一試，式年前秋于成均馆、汉城府、各道首府分别举行馆试、汉城试、乡试，合格者稱為舉人，第一名稱解元。翌年為式年，春二月舉行複試（相當於中國明清時的會試），於京師汉城舉行，由礼曹主持，及格者通称为贡士，第一名称会元。三月贡士到宫中參加由國王主持的殿試。殿试及格被录取者称为进士, 分一甲、二甲、三甲, 一甲3 人, 称状元、榜眼、探花，赐进士及第；二三甲的第一名称传胪。考中进士者即可做官，连续复试不第的舉人亦可由吏曹分授官职。录取人数一开始是和高丽時代一样，为三十三名，后期式年试录取人数常达四十至五十名。别试不定期舉行，相当于中国明清时期的恩科考试，每当國王登基、行幸、万寿、大妃附太庙称庆，册封世子、世子行冠礼、世子入学称庆等庆典时都会举行，而且每十年会开一次“重试”，允许现任官员赴考。不定期有国王亲临考场的“亲临试”，该试再分成成均馆儒生参加的“谒圣试”和在昌慶宮举行的由官员参加的“春塘大试”。这些别试的科目少则录取三名，最多时录取四十名以上，通常录取十多名。这样，朝鲜的进士人数大大多于中国的进士人数。
武科分為初试、复试和殿试，初试為武藝考核，于式年前一年秋季进行，及格者于式年春赶赴汉阳參加由兵曹主持的复试。複試考兵法及小部份經史書籍，从中选取28名。复试及格者將到王宫參加由国王主持殿试，內容包括骑击球、步击球、讲书，分一甲、二甲、三甲，一甲3人、二甲5人、三甲20人。武科及格者称武科出身，授予红牌，品秩与文科相同, 称为别侍卫权知或训练院权知。除式年试外还有增广、别试、廷试、谒圣试、春塘台试、外方别科等临时科试，后期又设立观武才的武科。此外还於每年春秋在漢陽进行都试，由兵曹和训练院主持, 而地方则由各道兵使主持，在军士、东西班从三品以下贤良等志愿者中试取。
雜科是由中央或地方特殊教育机构中接受教育的生徒所參加，分為译科、医科、阴阳科、律科等，只进行初试和复试，不設殿试。式年前一年秋季在汉城由相关各司主持杂科初试，而汉学一科設有乡试。式年由相关各司和礼曹联合主持复试，及格者可被授予从七品至从九品的职官，为各衙门的权知。由于所需人才有限, 除式年之外只设增广试。參加雜科的生徒沒有規定的階層，從賤民到貴族都可參加，但因為雜科官員身份較文武科官員都要低下，兩班貴族一般不會參加。若賤民、白丁、常民，則被授與官職並升為中人階級，因此賤民男子，尤其是兩班貴族之賤妾（賤民出身之妾）所生、根據從母法繼承母親賤民身份的孽子，由於有機會接受比一般賤民較為良好的教育，往往以考取雜科空缺為目標，擺脫賤民身份。少數表現極為優秀的更可成為兩班，例如宣祖至光海君時期的醫官許浚，本是兩班賤妾所生之庶子，為賤民出身，後來考醫科成為醫官，由於表現傑出而受賜扈聖功臣三位，晉身兩班行列。
医科考試會在首都漢陽（今首爾）舉行，一般每五年一次，目的是要補充內醫院的醫官空缺，假如五年內沒有空缺，便不會舉行。

## 考試內容

### 雜科
医科考有關「內景」（內科）、「外形」（外科）、「雜病」、「湯液」（藥學）、「鍼灸」等五科的知識。

## 批評
朝鮮科舉也出现不少类似于中国科举的弊病，关于科举存废利弊的争论时有出现，历史上甚至有“近来科弊，难以毛举”的说法。但是科举制度也给朝鲜社会带来了正面的作用，使得“私门塞而公道开，浮华斥而真儒出”。韩国学者李成茂指出：“随着官僚制度的发展，在仕宦途中渐渐形成了一道阻止常人晋升的坚固长城，而科举则是助人突破这道长城升至高位的促进剂。科举的这种独特作用不以某个权势人物或某种权力机构所左右，它依靠考试制度客观地发挥着其作用，可以说这是科举制度的一大长处。”尽管改革和废止的呼声不时出现，但朝鲜的科举制度从未间断，如果不是因为日本的压迫，朝鲜科举还将延续一段时间。